# 南礼士路
39°54′38″N 116°20′47″E / 39.91056°N 116.34652°E
南礼士路位于中国北京市西城区中部，北起阜成门外大街，与北礼士路连接；南到复兴门外大街，与西便门外大街连接。

## 简介
早在金朝、元朝时，南礼士路已是官道。明朝建都北京后，先后建立了天坛、地坛、日坛、月坛，分别奉祀天、地、日、月诸神。按旧时规矩，通往坛门的主道称为神路，或神路街，或礼神路。今南礼士路便是当年通往月坛的主路，明朝称“礼神街”，清朝称“光恒街”。旧时北京的交通运输较为落后，主要运输工具为骡、马、驴、骆驼等畜力，故北京有骡马市、驴市等。今南礼士路北口，有驴市，称“驴市口”。1911年后，“驴市”被雅化为“礼士”，由于该路位于驴市以南，故名“南礼士路”。
北京地铁1号线在此地设有南礼士路站（1971年启用）